# Казанова, Жорж
Огюст Жорж Казанова (фр. Auguste Georges Casanova, 26 июля 1890 — 20 февраля 1932) — французский фехтовальщик-шпажист, призёр Олимпийских игр.

## Биография
Родился в 1890 году в Алжире. В 1920 году принял участие в Олимпийских играх в Антверпене, где стал обладателем бронзовой медали в фехтовании на шпагах в командном первенстве.